# Kosovirja Glili in Glal
Kosovirja Glal in Glili sta lika, ki ju je ustvarila Svetlana Makarovič. Nastopata v fantastični pripovedi, kjer pa se je avtorica poigrala z vzorcem le-te. Nenevadna lika (kosovirja) iz nenavadne stvarnosti, dežele Kosovirije, potujeta v realnost, želita si ogledati človeški svet. 
»Cosovirius ferus ululans – Mali kosovir
Zelo redka žival. 
Živi v Kosoviriji, ki je še ni na zemljevidu.
Pemikajo se po zraku z letečimi žlicami, hranijo se s paradižniki. 
So popadljivi. 
Starši, pazite na otroke!«

## Izdaje
Kosovirja na leteči žlici
- Avtor: Svetlana Makarovič
- Ilustrator: Lidija Osterc
- Založba: Mladinska knjiga
- Izdano: Ljubljana, 1975 in 1978
- Zbirka:  Cicibanova knjižnica
- Naslov: Kam pa kam, kosovirja?

Kosovirja na leteči žlici
- Avtor: Svetlana Makarovič
- Ilustrator: Gorazd Vahen
- Založba: Mladinska knjiga
- Izdano: Ljubljana, 2001 in 2002
- Zbirka: Svetlanovčki

## Kosovirja na leteči žlici
Pripoved se začne s kosovirskim uvodom. Avtorica otroku pojasni, kdo je kosovir, kaj rad je, kaj rad počne… Nekega lepega jutra je Glili  navsezgodaj zjutraj prebudila in se domislila, da bi potovala proti severojugovzhodu. S seboj je povabila svojega prijatelja kosovirja Glala. Na začetku poti jo požre velik črn oblak. Glal jo reši, pri tem mu pomaga tudi srebrno bel oblak, ki črnega požre. Utrujena od dogodivščine sta zaspala. Sredi noči ju je prebudila snežna sova in ju je spraševala o kosovirjih. Sova proti jutru zaspi, kosovirja pa jo urno pobrišeta in nadaljujeta pot proti severojugovzhodu. Letela sta in letela, ter se obmetavala s paradižniki. Bila sta zelo razposajena in ravno takrat po navadi pride do nesreče. In res je bilo tako. Glili je vrgla Glalu paradižnik s tako močjo, da jo je vrglo z žlice. Z veliko hitrostjo je začela padati na tla. Glal je to opazil prepozno. Glili je padla v vodo, njena žlica pa je odletela posvoje naprej. Pri reševanju je v vodi pristal tudi Glal. Rešila sta se na obalo in opazovala nenavadno žival, ki je ležala na bregu reke. Bil je krokodilček, ki je dremal. Glal si je ranil tačko in pri tem glasno stokal. Kmalu ju je odkril krokodilji mladič in jima pomagal izkopati žlico, ki se jima je pogrezala v pesek. Svetoval jima je, naj čim prej zapustita krokodiljo deželo. Kosovirja sta v eni žlici letela naprej proti sinjim goram. Kmalu sta se spustila na drevo in utrujena zaspala. Naslednjega dne je Glala prebudilo ptičje petje. Poskušal je zbuditi Glili, a ta je še kar naprej spala. Ni in ni se hotela zbuditi. Ptič Kivik je Glalu povedal, da je Glili najverjetneje pičil pajek Tutaja, kar pomeni, da se ne bo zbudila oz. le če bo kihnila. Glal je obupan. Glili je prenesel v žlico in skupaj sta odletela naprej. Bil je zelo žalosten, saj ni imel družbe. Pozno popoldne je pristal na gori, kjer so domovali svizci. Povprašal jih je, kako bi Glili pripravil, da bi kihnila, a nihče mu ni znal pomagati. Prenočil je na gori, zjutraj pa se je odpravil naprej. Kmalu ga je premagala radovednost in pristal je na pisanem polju, kjer je srečal Cepetalo. Povedal mu je za nesrečo, ki ga je doletela. Cepetalo je odhitelo po Vohljačka. Vohljaček je bil tisti, ki se je spomnil rešitve. Smrček so ji potresli s poprom. Glili je kihnila in kar kihala in kihala. Glal je bil presrečen. Vohljaček in Cepetalo sta ju povabila naj prenočita pri njiju. Jutro pa spet ni prineslo nič dobrega. Padal je dež. Vohljaček in Cepetalo sta bila zelo nemirna. Vedela sta namreč, da ju bo obiskala Deževna teta, ki ni prav nič prijazna. Skupaj so jo premagali in na nebu je takoj posijalo sonce. Počasi sta se odpravila naprej. Med letenjem ju je presenetil veter prepirljivec. Vendar sta se mu varno skrila na dno žlice. Tokrat sta pristala na vrbi in se gugala na vejah. Opazovala sta mamo gosko in njene tri male goskice, ki so ji nagajale. Mama jih je želela prešteti, goskice pa nikoli niso bile pri miru. Kosovirja sta ji pomagala. Po naporni in dolgi poti sta le priletela v mesto. Pristala sta na najvišji strehi, kjer se je Glili takoj zapletla v prepir z mačko. Na igrišču naletita na skupino otrok. Otroci so navdušeni in ujamejo Glala. Punčka ga odnese v svojo sobo in pusti odprto okno. Glili je izkoristila trenutek, ko deklice ni bilo v sobi in pohitela reševat Glala. Po vseh dogovščinah sta odletela na streho in zaspala. Zjutraj se Glili ponovno želi zaplesti v prepir z mačko, ki jima pokaže človeka – staro gospo. Ta je slabe volje, ker ji paradižniki nočjo rasti. Kosovirja priskočita na pomoč in povsod po vrtu zasadila paradižnike. Ptič Kivik jima prinese razveseljivo novico, da ima sraka Glilijino žlico. Tako je Glili dobila nazaj svojo žlico in skupaj sta se odločila da je čas, da se odpravita domov. Na poti ju preseneti letalo, ki ju popelje domov. Bila sta zelo vesela, ko sta bila doma.

## Kam pa kam, kosovirja
Pisateljica začne pripoved kako kosovirja nagajata lisici Zvitki Potuhičevi. Prišlo je do vsesplošne zmede, ki jo je rešil medved. Padati začne dež, zato škrat Kuzma povabi naša puhasta prijatelja, da ostaneta pri njem. Kuzmova žena nauči Glili nekaj o pletenju. Zjutraj, ko kosovirja želita oditi od Kuzme, pred vrati naletita na lisico Zvitko. Kosovirja sta prebrisana in ukanita lisico tako, da svojima žlicama natakneta nogavico, ki jo je prejšnji večer spletla Kuzmova žena. Med letenjem se ves čas zbadata, dokler Glal, Glili ne spravi v jok. V smeh ju spet spravi morje, nad katerim letita. Med čofotanjem ju preseneti hobotnica. Glaj jo žali, zato ga zgrabi in odvleče s sabo v globine morja. Glili pri reševanju prijatelja na pomoč priskoči mala hobotnica. Iz previdnosti se raje odpravita na obalo, kjer sta se igrala s peskom in pri tem smejala kot še nikoli. Vsega je bila kriva smejalna rožica, ki j rasla v bližini. Spravila sta jo v nogavico. Nenadoma se je stemnilo. Na obali je pristal strašni Strašnik. Bil je najstrašnejši daleč naokoli. Kosovirja sta se ga zelo bala, a sta se zopet domislila, kako ga bosta ugnala. Strašniku sta podarila smejalno rožico. Kosovirja pa sta se odpravila naprej. zaradi megle, sta svoja repka zvezala skupaj, da se ne bi izgubila. Tokrat sta pristala v ledeni pokrajini, pri pingvinih. Z malimi pingvini sta se imenitno zabavala, vse dokler se niso preveč približali domu treh Lebdivk. Le-teh so se pingvini strašno bali. Glal si je Lebdivke želel ogledati od blizu. Kmalu sta z Glili spoznala, da so Lebdivke zelo prijazne gospe. Tako so Lebdivke in pingvini postali prijatelji. Odpravila sta se naprej. Tokrat sta pristala na jezerskem bregu, kjer sta srečala polža, ki nad njunim obiskom ni navdušen. Prenočila sta na trnovem drevesu, kjer ju ujamejo ljudje in zaprejo v kletko. to je nekaj najhujšega kar se lahko zgodi kosovirju – da mu odvzamejo svobodo. V ujetništvu sta bila zelo prestrašena, žalostna …  Njuno stisko vidi otrok in jima ponoči pomaga uiti. Trdno sta odločena, da imata zaenkrat dovolj dogodivščin. Na poti domov srečata coprnico Zofko in jo poprosita, če se lahko primeta njene metle. Zjutraj se razidejo, saj je Zofka namenjena na obisk k Strašniku, kosovirja pa v Kosovirijo. Pred odhodom sta v daljavi zagledal piko. Ker sta kosovirja radovedne sorte sta takoj odhitela pogledat. našla sta kosovirja z imenom Galil, ki je izgubil svojo žlico, bil strašansko lačen in žejen, zato je omedlel. Glal in Glili sta ga vzela s seboj domov. Ob prihodu v Kosovirijo sta hitela pripovedovati kaj vse sta doživela na svoji poti, vsakokrat pa je bila zgodba malo drugačna. S tem se pripoved tudi zaključi.
»Kosovirja radovedne sorte Glal in Glili ne počivata. V svojih žlicah se še naprej potepata po svetu in vtikata smrčka v vsako stvar. v tem nadaljevanju uspešnice Kosovirja na leteči žlici se med drugim srečata s škratom Kuzmo, smejalno rožico in strašnim Strašnikom, Zvitko Potuhičevo, Lebdivkami, pingvini in coprnico Zofko.«

## Interpretacija
Splošno
Kosovirji imajo črn kožuh, ki je zelo mehak. Imajo dolg in košat rep, ki se konča v čopek. V gobčku imajo šestnajst ostrih zob. Glavna kosovirska hrana so paradižniki, ki zrastejo na kosovirskih žlicah, s katerimi se kosovirji vozijo naokoli ali pa v njih spijo. Kosovirje delimo na radovedne in neradovedne. Glili in Glal sta vsekakor radovedna kosovirja.Neradovedni kosovirji noč in dan samo spijo v svojih žlicah. Na vsake toliko časa pojedo kakšen paradižnik. Svet okoli njih jih ne zanima veliko. Radovedni kosovirji pa so njihovo pravo nasprotje. Počenjajo vse mogoče vragolije. Zelo radi se obmetavajo s paradižniki, potujejo po svetu ter vtikajo svoj smrček v čisto vsako luknjo.
Sta zelo pogumna kosovirja, saj sprejmeta vsak izziv in vedno najdeta primerno rešitev. Kot sem že omenila so kosovirji čudovite živali, vendar pa rabijo svojo svobodo. Če jih ujameš in spraviš v kletko so lahko zelo popadljivi. Tudi Glili in Glal se znajdeta v ujetništvu, vendar sta zelo nesrečna. Nikakor nista mogla jesti in veliko sta jokala, kar je za kosovirje redkost. 
Njuno prvo potovanje je potovanje na severojugovzhod, saj tam živijo človeki in človekinje, to se pravi ljudje. Nikdar v življenju jih še nista videla, zato si jih nadvse želita. 
Na koncu zgodbe sta kosovirja zelo vesela, da sta se vrnila v domačo deželo, Kosovirijo. Kosovirjem pripovedujeta o svojih nenavadnih dogodivščinah in vedno znova je njuno pripovedovanje bolj zanimivo, saj vedno dodata nekaj novega, malo izmišljenega. 
Glal
Je radoveden kosovirček, ki zelo rad ošteva svojo prijateljico Glili, pri tem pa seveda uživa. Večkrat jo reši iz težav. Pomaga ji, da uideta iz oblaka, ki ju je pojedel, na vse načine se trudi, da bi prebudil Glili, ker jo je pičil pajek Tutaja. Kogar piči pajek Tutaja ta za vedno zaspi, rešitev je le, da ta kihneš. Z Glili ju veže trdno prijateljstvo, čeprav se velikokrat zmerjata in si nagajata, a so vse zamere kmalu pozabljene. 
Glili
Je največkrat tista, ki zaide v težave. Izgubila je svojo žlico zato ji je Glal ponudil da se pelje z njim. Ne mara mačk, ker misli, da je lepša od vseh mačk na svetu. Predvsem pa se ji mačke zdijo domišljave. Nekajkrat je tudi previdna, ter želi Glala odvrniti od misli, da bi vstopil na prepovedan kraj. On pa je trmast.

## Značilnosti pravljice
Vsekakor je zelo razvidna značilnost, nenavadnost imen pravljičnih junakov. Avtorica je znana po tem, da si sama izmišljuje imena junakov, besed. Velikokrat sama imena nakazujejo junakovo osebnost, njegovo lastnost. V delu Kam pa kam, kosovirja srečamo kar nekaj junakov, ki jih je avtorica ustvarila v drugih književnih delih. Zelo je zanimivo, če otrok pozna ta dela in vidi, kako se lahko pravljični junaki srečujejo v različnih delih. 
V sodobni pravljici je glavni lik otrok. Toda v tej ni tako. Glavna junaka sta kosovirja, izmišljena bitja. Predstavljata vse igrivosti in lastnosti otrok (radovedna, prepirljiva, nagajiva). Glavna vrednota, ki jo želi avtorica izpostaviti, je otroška svoboda oz. otroška neodvisnost od sveta odraslih. Nekajkrat se pojavi tudi uporništvo zoper avtoriteto. Kosovirja nočeta biti podrejena nikomur, prav tako ne otroci.